# Золотая малина
«Золота́я мали́на» (англ. Golden Raspberry), также «Ра́ззи» (англ. Razzie, сокр. от англ. Razzie Award) — придуманная в 1981 году американцем Джоном Уилсоном антинаграда, отмечающая худшие актёрские работы, сценарий, режиссуру, кинопесню и фильм года. Рассматривается как дополнение к премии «Оскар» — по традиции номинанты «Золотой малины» оглашаются за день до оглашения оскаровских номинантов, лауреаты — за день до лауреатов «Оскара».
Название происходит от английского жаргонного выражения (to) blow raspberry (tongue) — пренебрежительно хмыкнуть в знак насмешки над кем-либо или чем-либо, дунув в слегка высунутый язык. В англоязычной среде данный жест особо распространён и даже вошёл в обиход формальной речи как в устной, так и в письменной форме («pffft»).
Раззи присуждается по итогам голосования членов так называемого Фонда «Золотая малина» (Golden Raspberry Award Foundation, GRAF). В фонд входят более 500 анонимных членов из 12 стран, голосование происходит по почте. Призом является пластмассовая ягода малины, покрытая золотой краской из пульверизатора. Каждый приз стоит меньше 5 долларов, включая налог с продаж, который составляет 8 % в штате Калифорния.

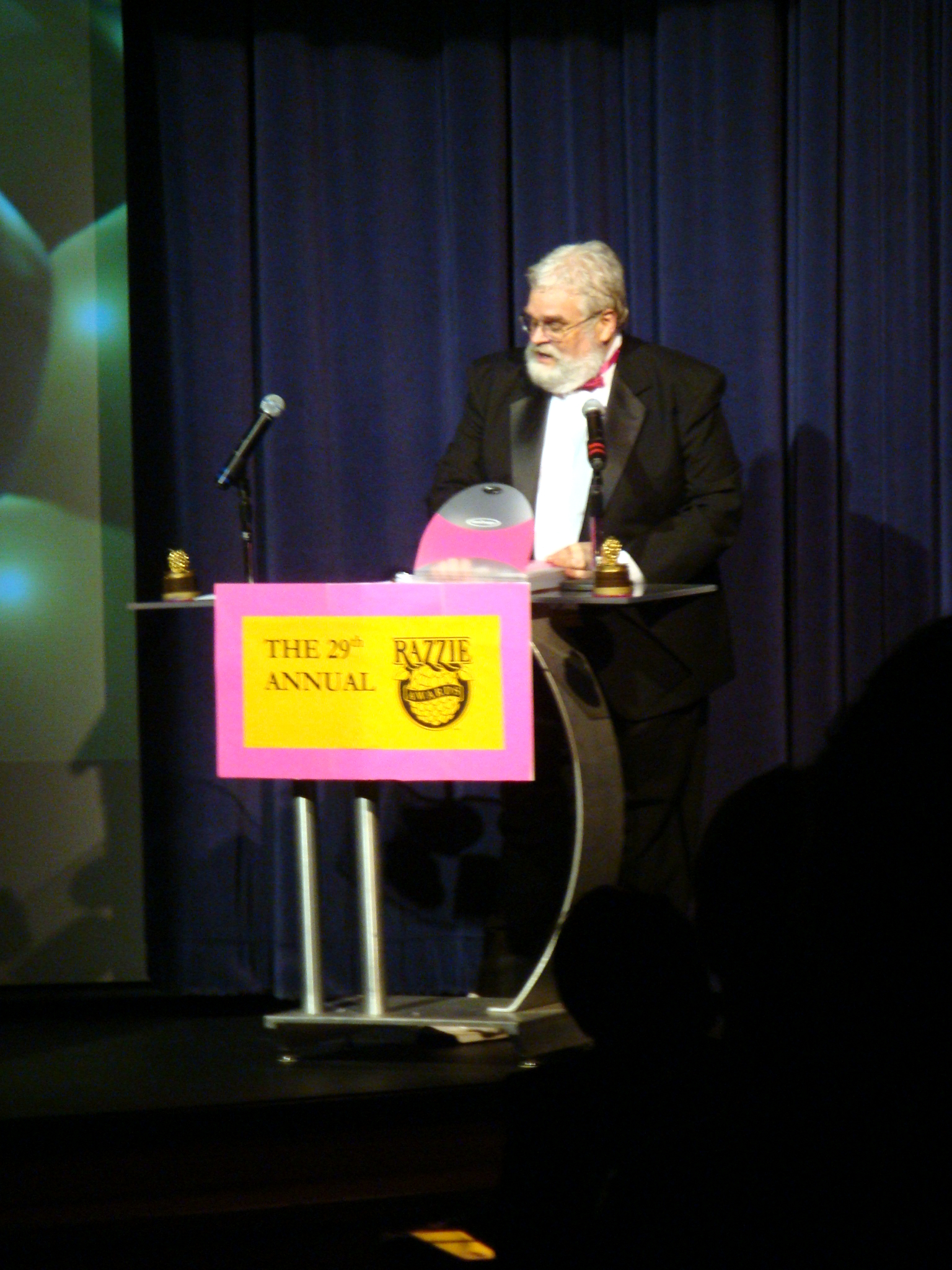
Джон Уилсон на 29-й церемонии награждения «Золотой малины»

## Номинации

### Текущие номинации
- Худший фильм: с 1980 года до настоящего времени
- Худшая режиссура: с 1980 года до настоящего времени
- Худшая мужская роль: с 1980 года до настоящего времени
- Худшая женская роль: с 1980 года до настоящего времени
- Худшая женская роль второго плана: с 1980 года до настоящего времени
- Худшая мужская роль второго плана: с 1980 года до настоящего времени
- Худший сценарий[англ.]: с 1980 года до настоящего времени
- Худший приквел, сиквел, ремейк или плагиат: с 1994 года до настоящего времени, кроме 1996 и 1999
- Худшее сочетание актёров: с 2013 года до настоящего времени
- Премия за восстановление репутации: с 2014 года до настоящего времени

### Бывшие номинации
- Худшая песня 1980—1999, 2003
- Худшей новой звезде: 1981—1988, 1990—1998
- Худшая музыка к фильму: 1981—1985
- Худшие визуальные эффекты: 1986—1987

## Известные лауреаты
- Первыми лауреатами «Золотой малины» за худшую мужскую и женскую роли были Нил Даймонд и Брук Шилдс.
- Кинорежиссёр Пол Верховен стал первым режиссёром—лауреатом «Золотой малины», лично присутствовавшим на церемонии и принявшим награду. Он получил её как постановщик фильма «Шоугёлз» (1995).
- По итогам 1997 года в первый раз фильм Кевина Костнера «Почтальон» «победил» во всех 5 номинациях, в которых был представлен: «Худший фильм года», «Худший актёр», «Худшая режиссура», «Худший сценарий» и «Худшая кинопесня». Также сценарист Брайан Хелгеленд оказался первым кинематографистом, за один год получившим и «Оскар», и «Золотую малину». Первой награды он удостоился за лучший адаптированный сценарий к фильму «Секреты Лос-Анджелеса», второй — за худший сценарий к кинокартине «Почтальон».
- Среди деятелей Голливуда, кому присуждалась «Золотая малина», много лауреатов и номинантов на премию «Оскар» — в частности, Аль Пачино, Сандра Буллок, Николас Кейдж, Бен Аффлек, Майкл Чимино, Гас Ван Сент, Хэлли Берри, Марлон Брандо, Лоренс Оливье и Фэй Данауэй.
- В 2010 году американская актриса Сандра Буллок получила премию «Золотая малина» как худшая актриса и стала лауреатом премии «Оскар» как лучшая актриса .
- Сильвестр Сталлоне при подведении киноитогов столетия организаторами премии «Золотая малина» был признан худшим актёром XX века.
- В 2005 году крупную «победу» одержала администрация Белого дома — лауреатами «Золотой малины» стали президент США Джордж Буш, глава оборонного ведомства Дональд Рамсфелд и помощник президента США по национальной безопасности Кондолиза Райс. Все они были отмечены как участники фильма Майкла Мура «Фаренгейт 9/11».
- В 2012 году американский фильм «Такие разные близнецы» поставил абсолютный рекорд, получив все 10 антинаград («Худший фильм», «Худшая мужская роль», «Худшая женская роль», «Худшая мужская роль второго плана», «Худшая женская роль второго плана», «Худший режиссёр», «Худший сценарий», «Худшая экранная пара», «Худший актёрский ансамбль», «Худший сиквел, ремейк или плагиат»).
- В 2013 году американский фильм «Сумерки. Сага: Рассвет — Часть 2» номинировался на 11 антинаград, из которых получил семь: «Худший фильм», «Худшая женская роль» (Кристен Стюарт), «Худшая мужская роль второго плана» (Тейлор Лотнер), «Худший режиссёр» (Билл Кондон), «Худший ремейк, пародия или сиквел», «Худший экранный дуэт» (Маккензи Фой и Тейлор Лотнер), «Худший актёрский ансамбль»[2].
- В 2018 году впервые премию получила полнометражная анимационная лента — «Эмоджи фильм». Она «победила» во всех 4 номинациях, в которых была представлена: «Худший фильм», «Худшая режиссура», «Худший сценарий» и «Худший экранный ансамбль».

### Критика
- Лучшие из худших: ошибки «Золотой малины» Архивная копия от 30 июля 2017 на Wayback Machine
- Не так страшна «Золотая малина» Архивная копия от 25 октября 2017 на Wayback Machine
- Мнение: «Золотая малина 2017» зря ударилась в политику и утопила BvS Архивная копия от 28 августа 2017 на Wayback Machine